# (2765) Dinant
(2765) Dinant ist ein Asteroid des Hauptgürtels, der am 4. März 1981 von den Astronomen Henri Debehogne und Giovanni DeSanctis am La-Silla-Observatorium der Europäischen Südsternwarte entdeckt wurde.
Der Asteroid ist nach der Stadt Dinant im südlichen Belgien benannt.